# Province d'Enrique Baldivieso
Pour les articles homonymes, voir Baldivieso.
La province d'Enrique Baldivieso est une des 16 provinces du département de Potosí, en Bolivie. Son chef-lieu est San Agustín.
Sa population s'élevait à 1 640 habitants au recensement de 2001.